# Karoline Albrecht

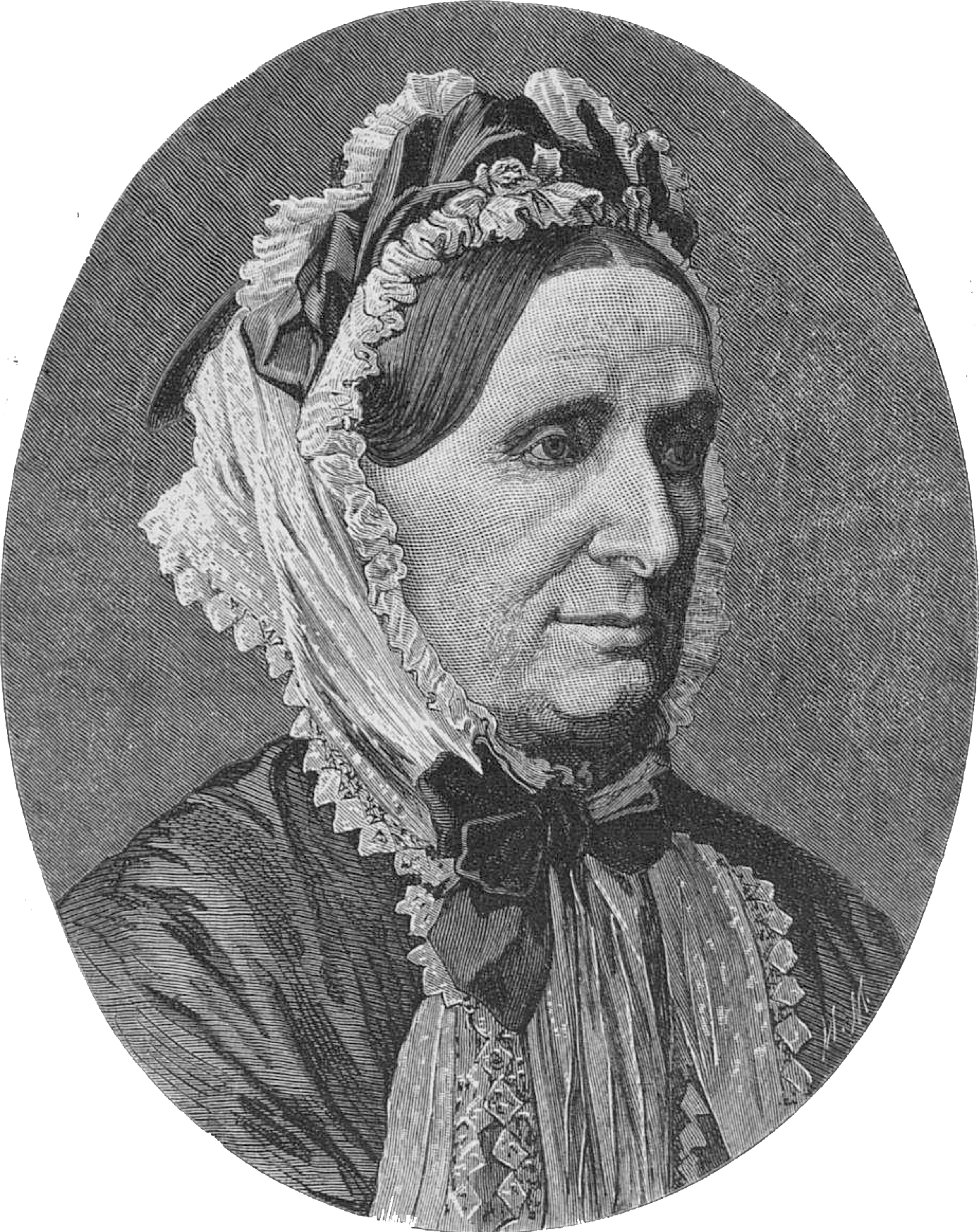
Karoline Albrecht

Karoline Albrecht, geborene Karoline Hortian oder Karoline Horian (26. Februar 1802 in Memel – 3. Februarjul. / 15. Februar 1875greg. in St. Petersburg) war eine deutsche Theaterschauspielerin und Sängerin (Sopran).

## Leben
Albrecht war die Tochter des Schauspieldirektors Hortian/Horian und wurde schon als siebenjähriges Kind in Kinderrollen beschäftigt. Sie kam bald nach Reval zu Kotzebue, wie sie in Rollen als sentimentale Liebhaberin auftrat. Nachdem sich ihre Stimme ausgebildet hatte, wurde sie für jugendliche Gesangspartien in Riga von 1821 bis 1822 verpflichtet, wo sie bei ihrem Debüt das „Ännchen“ im Freischütz sang. Am 26. September 1827 betrat sie als engagiertes Mitglied die deutsche Hofbühne in St. Petersburg, wo sie mit einer einjährigen Unterbrechung bis zu ihrem Ableben tätig war. Sie starb am 15. Februar 1875 als eines der beliebtesten Mitglieder der Petersburger Bühne.